# Liste der Trommeln

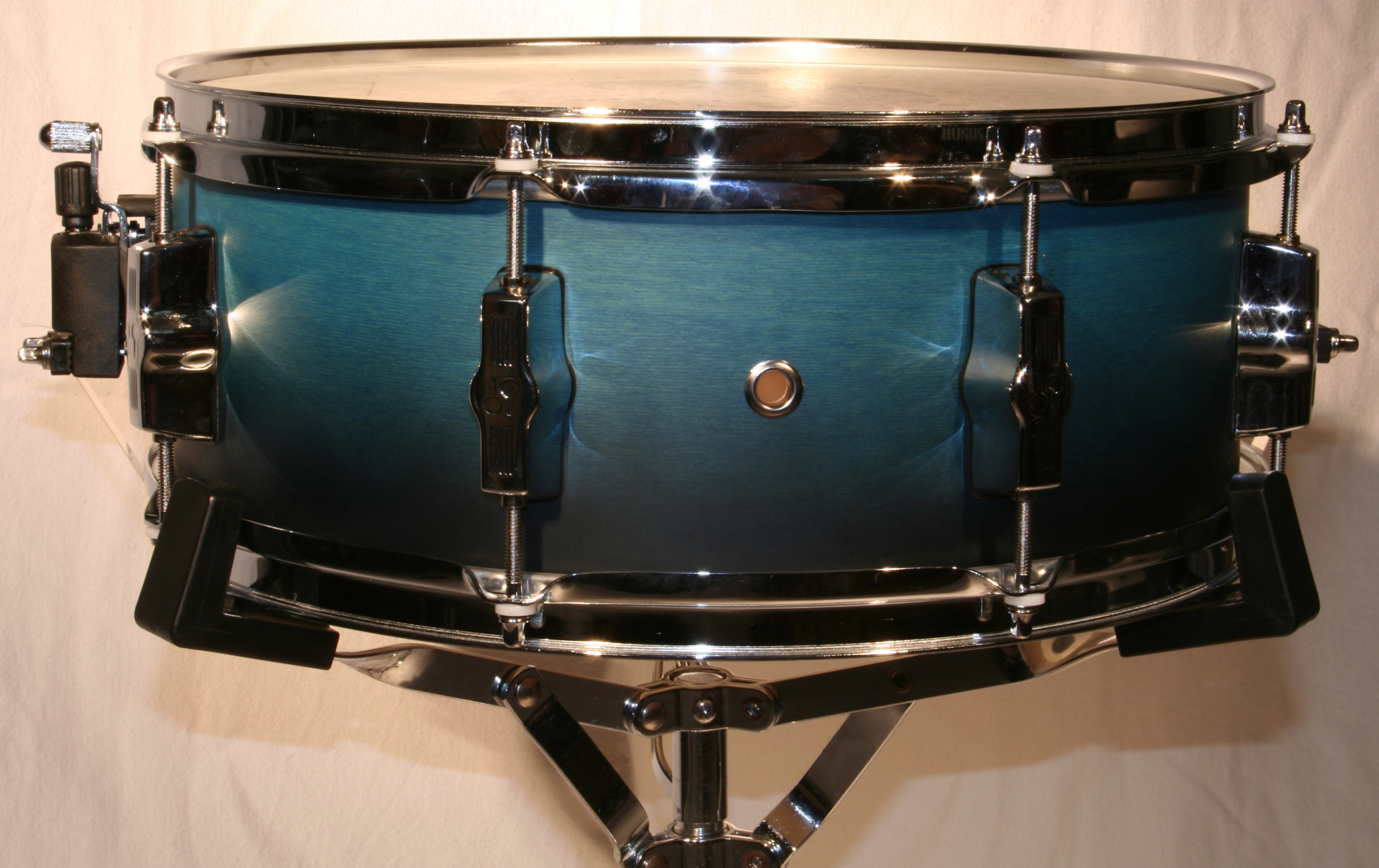
14″ breite kleine Trommel (Snare Drum) mit Holzkessel

Die Liste der Trommeln stellt einen ausgelagerten Abschnitt der Liste der Schlaginstrumente dar. Sie listet sämtliche in der Wikipedia erfassten Trommeln, darunter auch Trommeln, die nicht den Schlaginstrumenten zugeordnet werden. Trommeln nach Verwendungszweck oder Spielart wie die Schamanentrommel werden jedoch nicht aufgeführt.
Weitere Bezeichnungen oder alternative Schreibweisen sind in Klammern geführt.
Anmerkung: Dort, wo bei den Materialien „Haut“ steht, ist von Tierhaut die Rede.

## Kesseltrommeln
| Name(n)                        | Verwendung                                 | Herkunft     | Materialien                                         |
| ------------------------------ | ------------------------------------------ | ------------ | --------------------------------------------------- |
| Diplipito (dumbuli)            | Höfische Musik, zeremonielle Musik         | Georgien     | Kessel: gebrannter Ton; Fell: Haut                  |
| Ghumat (ghumot, gumot, gumatt) | Volksmusik                                 | Indien       | Kessel: Ton; Fell: Haut                             |
| Kesseltrommel                  | Populärmusik, Klassische Musik, Volksmusik | Eurasien     | diverse Materialien                                 |
| Lilissu (Lilisu)               | Kultische Musik                            | Mesopotamien | Kessel: Bronze, Fell: Haut                          |
| Pauke (Kesselpauke)            | vornehmlich klassische Musik               | Mesopotamien | Kessel: zumeist Kupfer; Fell: Haut, oder Kunststoff |
| Tabla                          | Indische Musik                             | Indien       | Kessel: Messing, oder Kupfer; Fell: Haut            |

## Rahmentrommeln
| Name(n)                              | Verwendung                         | Herkunft              | Materialien                                                                             |
| ------------------------------------ | ---------------------------------- | --------------------- | --------------------------------------------------------------------------------------- |
| Adufe                                | Portugiesische Musik               | Andalusien            | Rahmen: Holz; Fell: Schaf- oder Ziegenhaut                                              |
| Bendir                               | Arabische Musik                    | Nordafrika            | Rahmen: Holz; Fell: Schaf- oder Ziegenhaut                                              |
| Bodhrán                              | Weltmusik                          | Irland                | Rahmen: Holz; Fell: Haut                                                                |
| Daira (dāira, daire, dāireh, dairea) | Volksmusik                         | Mesopotamien          | Rahmen: Holz; Fell: Ziegenhaut                                                          |
| Davul                                | Volksmusik                         | Orient                | Rahmen: Holz; Fell: Haut                                                                |
| Dhyangro (dhyāngro)                  | Schamanische Musik                 | Tibet                 | Rahmen: Holz; Fell: Ziegenhaut                                                          |
| Gumbe                                | Popularmusik                       | Karibik, Westafrika   | quadratischer Rahmen                                                                    |
| Kanjira                              | Indische Musik                     | Indien                | Rahmen: Holz; Fell: Echsenhaut                                                          |
| Pandeiro                             | Brasilianische Musik               | Brasilien             | Fell: Kunststoff, oder Fell; Rahmen: Holz; Schellen: Metall                             |
| Rahmentrommel                        | Unterhaltungsmusik, rituelle Musik | Mesopotamien          | Holz, Fell                                                                              |
| Riqq                                 | Arabische Musik                    | Arabischer Kulturraum | Rahmen: Holz; Fell: Fisch- oder Ziegenhaut; Schellen: Metall                            |
| Rototom                              | Populärmusik                       | Europa oder Amerika   | Metall, Kunststoff                                                                      |
| Sogo                                 | Tanzmusik, Volksmusik              | Korea                 | Rahmen: Holz, oder Kunststoff; Fell: Hund- oder Kuhhaut                                 |
| Tamborim                             | Samba                              | Brasilien             | Rahmen: Holz; Fell: Kunststoff; Schellen: Metall                                        |
| Tamburin (Schellentrommel)           | Populärmusik                       | arabischer Kulturraum | Rahmen: Holz oder Metall; Fell: Kuh- oder Ziegenhaut, oder Kunststoff; Schellen: Metall |
| Timbales                             | Latinmusik                         | Kuba                  | Kessel: Metall; Fell: Kunststoff                                                        |
| Tof (toph)                           | Kultische Musik                    | Orient                | ?                                                                                       |
| Tympanon                             | Kultische Musik                    | Mittelmeerraum        | ?                                                                                       |

## Reibetrommeln
| Name(n)                         | Verwendung           | Herkunft  | Materialien                 |
| ------------------------------- | -------------------- | --------- | --------------------------- |
| Cuíca                           | Brasilianische Musik | Brasilien | Kessel: Metall; Fell: Leder |
| Reibetrommel (Friktionstrommel) |                      | ?         | diverse Materialien         |

## Röhrentrommeln, Fasstrommeln
| Name(n)                    | Verwendung           | Herkunft      | Materialien                                                  |
| -------------------------- | -------------------- | ------------- | ------------------------------------------------------------ |
| Atabaque                   | Rituelle Musik       | Brasilien     | Kessel: Holz; Fell: Haut                                     |
| Buk (puk, taebuk)          | Koreanische Musik    | Korea         | Kessel: Holz; Fell: Kuhhaut                                  |
| Conga                      | Tanzmusik            | Brasilien     | Kessel: Holz, oder Fiberglas, Fell: Kuh- oder Büffelhaut     |
| Dama                       | Volksmusik           | Nordostindien | Kessel: Jackfruchtbaumholz; Fell: Kuh- oder Büffelhaut       |
| Dholak                     | Indische Musik       | Asien         | Kessel: Holz; Felle: Haut                                    |
| Garawon (Garifuna-Trommel) | Volksmusik           | Mittelamerika | Kessel: Holz; Fell: Schaf- oder Hirschhaut                   |
| Hüfttrommel                | Volksmusik           | Ostasien      | ?                                                            |
| Kendang (gendang)          | Gamelan              | Indien        | Kessel: Holz; Fell: Haut                                     |
| Khol                       | Indische Musik       | Indien        | Kessel: gebrannter Ton; Fell: Ziegenhaut                     |
| Kpanlogo                   | Afrikanische Musik   | Ghana         | Kessel: Holz; Fell: Antilopen-, Ziegen- oder Kuhhaut         |
| Mridangam                  | Indische Musik       | Indien        | Kessel: Jackfruchtholz; Felle: Ziegenhaut                    |
| Odaiko (Taiko)             | Japanische Musik     | Japan         | Kessel: Holz von Ulmengewächsen; Fessel: Pferd- oder Kuhhaut |
| Pahu                       | Volksmusik           | Polynesien    | Kessel: Holz; Fell: Haifischhaut                             |
| Pakhawaj                   | Indische Musik       | Indien        | Kessel: Holz; Fell: Haut                                     |
| Röhrentrommel              | Prozessionsmusik     | Ägypten       | diverse Materialien                                          |
| Talotpot                   | Prozessionsmusik     | Nordthailand  | Kessel: Holz; Fell: Kuhhaut                                  |
| Timba (Timbau)             | Brasilianische Musik | Brasilien     | Kessel: Pressholz, oder Aluminium; Fell: ?                   |

## Sanduhrtrommeln, Kelch-/Bechertrommeln
| Name(n)                              | Verwendung                       | Herkunft              | Materialien                                                                          |
| ------------------------------------ | -------------------------------- | --------------------- | ------------------------------------------------------------------------------------ |
| Batá-Trommel                         | Kultmusik                        | Nigeria, Benin        | Kessel: Holz; Fell: Haut                                                             |
| Bougarabou                           | Volksmusik                       | Westafrika            | Kessel: Holz; Fell: Kuhhaut                                                          |
| Dabakan                              | Kulintang                        | Philippinen           | Kessel: Jackfruchtbaumholz oder Palmenholz; Fell: Kuh-, Schlangen- oder Echsenhaut   |
| Darbuka                              | Arabische Musik, türkische Musik | arabischer Kulturraum | Kessel: Ton, oder Metall; Fell: Fisch- oder Ziegenhaut                               |
| Djembé                               | Afrikanische Musik               | Westafrika            | Kessel: Holz, oder Pflanzenfaser-Kunstharz-Gemisch; Fell: Antilopen- oder Ziegenhaut |
| Elefantenfußtrommel                  | Tanzmusik                        | Ostasien              | Kessel: Mango- oder Ceibaholz; Fell: Kuhhaut                                         |
| Hurka (hudka)                        | Indische Volksmusik              | Indien                | Kessel: ?; Fell: ungegerbte Haut                                                     |
| Idakka                               | Indische Musik                   | Indien                | Kessel: Holz; Fell: Kuhhaut                                                          |
| Janggu                               | Zeremonielle Musik               | Korea                 | Kessel: Paulowniaholz, oder Ton; Fell: Haut                                          |
| Jiegu                                | Volksmusik                       | Zentralasien          | ?                                                                                    |
| Kalangu (kalungu, kalanggual, danko) | Volksmusik                       | Westafrika            | Kessel: Holz; Fell: ungegerbte Haut                                                  |
| Sanduhrtrommel (Stundenglastrommel)  | Straßenmusik, kultische Musik    | Mesopotamien          | diverse Materialien                                                                  |
| Tombak (Dumbek)                      | Persische Musik                  | Persien               | Kessel: Hartholz; Fell: Kamel-, Ziegen- oder Kalbshaut                               |
| Tsuzumi (Kotsuzumi)                  | Volksmusik                       | Japan                 | ?                                                                                    |
| Zerbaghali (Zirbaghali)              | Volksmusik                       | Afghanistan           | Kessel: Ton, oder Holz; Fell: ?                                                      |

## Zylindertrommeln
| Name(n)                                           | Verwendung                            | Herkunft                  | Materialien                                                                     |
| ------------------------------------------------- | ------------------------------------- | ------------------------- | ------------------------------------------------------------------------------- |
| Alfaia                                            | Brasilianische Musik                  | Brasilien                 | Korpus: Holz; Fell: Haut                                                        |
| Basler Trommel                                    | Volksmusik                            | Schweiz                   | Korpus: Holz, oder Metall; Fell: Kunststoff                                     |
| Bombo                                             | Argentinische Musik                   | Argentinien               | Korpus: Holz; Fell: Tierhaut                                                    |
| Caixa                                             | Samba                                 | Brasilien                 | Korpus: Holz; Fell: Kunststoff                                                  |
| Chande (chende)                                   | Südindische Volksmusik                | Indien                    | Korpus: Holz; Fell: Haut                                                        |
| Chenda (chende)                                   | Indische Musik                        | Indien                    | Korpus: Jackfruchtbaumholz; Felle: Kuhhaut                                      |
| Concert-Tom (Rock-Tom)                            | Rockmusik, Popmusik                   | Europa oder Amerika       | Korpus: Holz, oder Kunststoff; Fell: Kunststoff                                 |
| Doli                                              | Unterhaltungsmusik                    | Georgien                  | Korpus: Holz; Felle: ungegerbte Haut                                            |
| Dunun                                             | Afrikanische Musik                    | Westafrika                | Kessel: Holz; Fell: ungegerbte Haut                                             |
| Große Trommel (Bassdrum)                          | Populärmusik, Klassische Musik        | Osmanisches Reich         | Kessel: Holz; Fell: Ziegenfell oder Kalbsfell, alternativ Kunststoff-Fell       |
| Ilú                                               | Rituelle Musik                        | Brasilien                 | Kessel: Holz; Fell: Haut                                                        |
| Kleine Trommel (Snare drum, Rührtrommel)          | Klassische Musik, Populärmusik        | Osmanisches Reich, Europa | Kessel: Holz, Metall, oder Kunststoff; Fell: Kunststoff, Schnarrteppich: Metall |
| Lambeg Drum                                       | Irische Musik                         | Irland                    | Kessel: Holz; Fell: ?                                                           |
| Octoban                                           | Populärmusik                          | Vereinigte Staaten        | Kessel: Holz, oder Kunststoff; Fell: Kunststoff                                 |
| Repinique (Repique)                               | Brasilianische Musik                  | Brasilien                 | Kessel: Holz; Fell: Haut (früher), oder Nylon                                   |
| Surdo                                             | Samba                                 | Brasilien                 | Kessel: Holz; Fell: Kunststoff                                                  |
| Swasche (swesche, swasher, sueschoour, suescher)  | Militärmusik                          | Schweiz                   | Kessel: Holz; Fell: Haut                                                        |
| Tabor (tabar)                                     | Mittelalterliche Musik                | Frankreich                | Kessel: Holz; Fell: Haut                                                        |
| Tambora                                           | Merengue                              | Dominikanische Republik   | Kessel: Holz; Fell: ?                                                           |
| Tenortrommel (Landsknechtstrommel, Wirbeltrommel) | Klassische Musik, Militärmusik, Samba | Eurasien                  | Kessel: Holz; Fell: Haut, oder Kunststoff                                       |
| Thon Dian Phao                                    | Volksmusik                            | Thailand                  | Kessel: Ton; Fell: Schlangenhaut                                                |
| Tomtom (Tom-Tom)                                  | Populärmusik                          | Vereinigte Staaten        | Kessel: Holz, oder Kunststoff; Fell: Kunststoff                                 |
| Zabumba                                           | Brasilianische Musik                  | Brasilien                 | Kessel: Holz; Fell: Kunststoff                                                  |

## Sonstige
| Name(n)                      | Verwendung             | Herkunft       | Materialien                               |
| ---------------------------- | ---------------------- | -------------- | ----------------------------------------- |
| Bongos                       | Salsa                  | Kuba           | Kessel: Holz; Fell: Haut, oder Kunststoff |
| Cajón (Kachon)               | Flamenco, Straßenmusik | Peru           | Holz                                      |
| Klong Chum                   | Religiöse Musik        | Nordthailand   | ?                                         |
| Rasseltrommel                |                        | Mesopotamien   | Körper: Holz; Felle: Haut                 |
| Schlitztrommel (Holztrommel) | Kommunikation          | Afrika         | Holz                                      |
| Tendé (Tende, Tindi)         | Volksmusik             | Nordwestafrika | Holz                                      |